# Hybocamenta modesta
Hybocamenta modesta är en skalbaggsart som beskrevs av Louis Albert Péringuey 1904. Hybocamenta modesta ingår i släktet Hybocamenta och familjen Melolonthidae. Inga underarter finns listade i Catalogue of Life.